# Trizogeniates laevis
Trizogeniates laevis is een keversoort uit de familie bladsprietkevers (Scarabaeidae). De wetenschappelijke naam van de soort werd voor het eerst geldig gepubliceerd in 1878 door Camerano als Geniates laevis.